# سوزان كاستنر
سوزان كاستنر (بالألمانية: Susanne Kastner) (و. 1946  م) هي سياسية ألمانية، ولدت في كارلشتات آم ماين، هي عضوةٌ الحزب الديمقراطي الاجتماعي الألماني، شاركت في الانتخابات الرئاسية الألمانية 2012، والانتخابات الرئاسية الألمانية 2010، والانتخابات الرئاسية الألمانية 2004، والانتخابات الرئاسية الألمانية 2009، والانتخابات الرئاسية الألمانية 1999 ‏.

## مناصب
تولت منصب عضو في البوندستاغ الألماني (22 مايو 1989–20 ديسمبر 1990).

## جوائز
حصلت على جوائز منها:
- وسام الاستحقاق البافاري
- نيشان استحقاق صليب الضباط لجمهورية ألمانيا الاتحادية
- الميدالية الدستورية الفضية البافارية.

## روابط خارجية
- سوزان كاستنر على موقع مونزينجر (الألمانية)